# Oceanapia toxonisimilis
Oceanapia toxonisimilis är en svampdjursart som först beskrevs av Kazuo Hoshino 1981.  Oceanapia toxonisimilis ingår i släktet Oceanapia och familjen Phloeodictyidae. Inga underarter finns listade i Catalogue of Life.